# Col de Toullaeron
Le col de Toullaeron est un col de montagne situé dans le Massif armoricain en France. À une altitude de 266 mètres, il se trouve dans le département du Finistère.

## Tour de France
Lors de la 1re étape du Tour de France 2008, le col est franchi par les coureurs et classé en 4e catégorie.